# Osîkove, Berdîciv
Osîkove (în ucraineană Осикове) este localitatea de reședință a comunei Osîkove din raionul Berdîciv, regiunea Jîtomîr, Ucraina.

## Demografie
Componența lingvistică a localității Osîkove
     Ucraineană (98,69%)
     Rusă (1,04%)
Conform recensământului din 2001, majoritatea populației localității Osîkove era vorbitoare de ucraineană (98,69%), existând în minoritate și vorbitori de rusă (1,04%).